# Fodor István (újságíró)
Fodor István, született Fried István (Komárom, 1893. szeptember 29. – Budapest, 1961. november 5.) magyar újságíró, rendező, helytörténész, postasegédtiszt.

## Életútja
Komáromban született Fodor (Fried) Mihály (1867–?) postatiszt és Fogl Irén gyermekeként izraelita vallású családban. 1917-ben Marosvásárhelyen házasságot kötött Pánczél Ilonával. 1919 után színházi titkár, majd színi rendező Marosvásárhelyen. 1924-ben indította meg a Színházi Hét (1926-27-ben Színházi Világ) c. művészeti hetilapját, amely 1929-től Marosmenti Élet fejléccel került olvasói elé, társadalmi riportokkal és a filmvilág híreivel bővülve. Újabb lapja volt ugyancsak Marosvásárhelyen az Ellenzék (1935-37) .
Énekes vígjáték formájában dramatizálta Mikszáth Kálmán Az eladó birtok c. novelláját (Békeffy Mihály zenéjével, Marosvásárhely, 1925) és A szelistyei asszonyok c. regényét (Marosvásárhely, 1932). A Marosmenti Élet kiadásában indult s mintegy 50 folytatásban jelent meg Krónikás füzetek c. sorozata (1930-39) értékes történeti és művelődéstörténeti anyaggal régi színpadi furcsaságokról a marosvásárhelyi színészetben, híres vásárhelyi orvosokról, Kantornéról, az első legnagyobb magyar tragikáról és marosvásárhelyi végállomásáról, hadvezérek, államférfiak, egyházfők és irodalmi nagyságok átmeneti szerepléséről Marosvásárhelyen, az 1848-49-es forradalmi Marosvásárhelyről. A Krónikás füzetek kiadásában Kádár János nyomdász, újságíró volt Fodor munkatársa.
Kiemelkedik Marosvásárhelyi színi élet (1933) és Marosvásárhelyi Oklevéltár (I-II. 1938) c. füzete. Ő tájékoztatta Németh Lászlót a Bolyaiak városáról, s ő lett az író második Bolyai-filmtervének (1961) öreg vásárhelyi postatisztje.